# 다닐 아게르
다닐 문테 아게르(덴마크어: Daniel Munthe Agger, 1984년 12월 12일 ~ )는 덴마크의 은퇴한 축구 선수이다.
2004년 7월 덴마크의 클럽인 브뢴뷔에서 프로 무대에 데뷔했으며, 2006년 겨울 리버풀로 이적하였다. 그는 잉글랜드 프리미어리그의 리버풀 FC에서 9년 동안 활약하였으며 이후 2014년 9월 브뢴뷔로 복귀하였다.
덴마크 대표팀에서는 2005년 대표팀에 처음으로 모습을 드러낸 이후로 75경기에 나서서 12골을 기록했다. 그는 2010년 FIFA 월드컵과 UEFA 유로 2012에서 덴마크 대표로 참가했다.

## 클럽 경력
2004년 7월에 덴마크의 클럽인 브뢴뷔 IF에서 프로 계약을 맺고 경력을 시작한 그는 얼마 지나지 않아 자신의 능력을 보이며 팀의 2004-05 시즌 덴마크 수페르리가 우승에 기여한다. 성공적인 시즌을 보내고 대표팀 경기에 나서며 좋은 활약을 보이던 아게르는 오랜 기간 동안 빅클럽들과 링크되어 왔으며, 결국 2006년 1월에 당시 UEFA 챔피언스리그 디펜딩 챔피언이었던 리버풀과 4년 반 계약을 맺고 앤필드에 입성하였다. 당시 그의 이적료였던 5백만 파운드는 덴마크 클럽에서 해외 클럽으로 진출하는 선수들 중 최고액으로 기록되었으며, 당시 리버풀 수비수들 가운데서도 가장 비싼 몸값이었다. 이적 초반 부상으로 인해 4경기 밖에 나서지 못한 그는 2006년 FA 커뮤니티 실드에 풀타임 출장하며 본격적으로 팀 동료인 제이미 캐러거, 사미 휘피애 등과 주전 경쟁을 시작하였다. 아게르는 2006년 8월 26일 웨스트햄 유나이티드와의 경기에서 32m 중거리슛으로 자신의 리버풀 첫 득점을 기록한다. 이 골은 BBC의 '맨 오브 더 매치'로부터 이 달의 골로 선정되기도 했다.
2009년 5월, 아게르는 구단과 4년의 새로운 계약에 서명했으며 이로써 그는 2014년까지 리버풀의 일원으로 남게 되었다. 리버풀에서 지내는 9년 동안 232경기에 출전했고 14골을 기록했으며 2012년 리그컵 트로피를 들어올렸다.
2014년 8월, 9년간의 리버풀 생활을 정리하고 여러 클럽들의 오퍼를 거절하고 리버풀에 대한 충성심을 내비치면서 자신의 고향팀인 브뢴뷔 IF에 헐값에 2년 계약으로 선수 생활을 이어가기로 결정했다.
2016년 6월 9일 소속팀 브뢴비와의 계약 만료와 함께 현역 은퇴를 선언했다.

## 국가대표 경력
2004-05 시즌의 활약을 기반으로 덴마크 대표팀에 입성한 그는 2005년 6월 핀란드를 상대로 1-0 승리를 거둔 경기에 선발출장하며 국가대표 공식 데뷔를 하게 된다. 이어 8월에는 잉글랜드와의 경기에서 웨인 루니를 꽁꽁 묶으며 팀의 4-1 대승에 기여하였다. 이후 소속팀과 대표팀을 오가며 꾸준히 활약하던 아게르는 덴마크가 2010년 FIFA 월드컵 예선을 통과하며 자신의 생애 첫 월드컵 출전을 이루게 된다. 아게르는 조별 예선 세 경기에 모두 나섰으며, 네덜란드와의 조별예선 첫 경기에서는 자책골을 기록하기도 했다.
UEFA 유로 2012에 주장으로 참가한 그는 조국을 위해 헌신했고, 비록 팀은 3위로 조별리그에서 탈락했지만 네덜란드와의 경기에서 45년 만에 승리를 거두는데 일조하였으며, 이와 같은 활약을 통해 아게르는 이 경기에서 맨 오브 더 매치에 뽑혔다.
이후, 2014년 FIFA 월드컵에서는 덴마크 대표팀이 본선에 오르지 못했고, 마지막 메이저 대회가 될 수 있었던 UEFA 유로 2016에서는 예선 7경기에 모두 풀타임 출전하여 분투하였으나, 플레이오프에서 스웨덴에 1무 1패로 밀리며 본선 무대를 밟지 못하면서 덴마크 대표팀에서의 메이저 대회 커리어를 마감하였다.

#### [국가대표팀 기록]
| 국가대표팀    | 년도  | 경기 | 득점 |
| ------------- | ----- | ---- | ---- |
| 덴마크 대표팀 | 2005  | 4    | 1    |
| 덴마크 대표팀 | 2006  | 6    | 0    |
| 덴마크 대표팀 | 2007  | 8    | 0    |
| 덴마크 대표팀 | 2008  | 5    | 1    |
| 덴마크 대표팀 | 2009  | 6    | 0    |
| 덴마크 대표팀 | 2010  | 9    | 0    |
| 덴마크 대표팀 | 2011  | 6    | 2    |
| 덴마크 대표팀 | 2012  | 9    | 1    |
| 덴마크 대표팀 | 2013  | 8    | 4    |
| 덴마크 대표팀 | 2014  | 5    | 2    |
| 덴마크 대표팀 | 2015  | 7    | 0    |
| 덴마크 대표팀 | 2016  | 2    | 0    |
| Total         | Total | 75   | 11   |

[국가대표팀 득점]
| #  | 일시       | 장소                                 | Cap | 상대 국가  | 득점 | 결과   | 매치 형식             |
| -- | ---------- | ------------------------------------ | --- | ---------- | ---- | ------ | --------------------- |
| 1  | 2005-09-07 | 덴마크, 코펜하겐, 파르켄 스타디온    | 4   | 조지아     | 3–1  | 6–1    | 2006 FIFA 월드컵 예선 |
| 2  | 2007-06-02 | 덴마크, 코펜하겐, 파르켄 스타디온    | 14  | 스웨덴     | 1–3  | 3–3(a) | UEFA 유로 2008 예선   |
| 3  | 2008-10-11 | 덴마크, 코펜하겐, 파르켄 스타디온    | 22  | 몰타       | 2–0  | 3–0    | 2010 FIFA 월드컵 예선 |
| 4  | 2011-02-09 | 덴마크, 코펜하겐, 파르켄 스타디온    | 39  | 잉글랜드   | 1–0  | 1–2    | 친선 경기             |
| 5  | 2011-11-15 | 덴마크, 에스비에르, 블루 워터 아레나 | 44  | 핀란드     | 1–0  | 2–1    | 친선 경기             |
| 6  | 2012-06-02 | 덴마크, 코펜하겐, 파르켄 스타디온    | 46  | 호주       | 1–0  | 2–0    | 친선 경기             |
| 7  | 2013-03-26 | 덴마크, 코펜하겐, 파르켄 스타디온    | 56  | 불가리아   | 1–1  | 1–1    | 2014 FIFA 월드컵 예선 |
| 8  | 2013-09-10 | 아르메니아, 예레반, 흐라지단         | 58  | 아르메니아 | 1–0  | 1–0    | 2014 FIFA 월드컵 예선 |
| 9  | 2013-10-15 | 덴마크, 코펜하겐, 파르켄 스타디온    | 60  | 몰타       | 2–0  | 6–0    | 2014 FIFA 월드컵 예선 |
| 10 | 2013-10-15 | 덴마크, 코펜하겐, 파르켄 스타디온    | 60  | 몰타       | 4–0  | 6–0    | 2014 FIFA 월드컵 예선 |
| 11 | 2014-05-28 | 덴마크, 코펜하겐, 파르켄 스타디온    | 64  | 스웨덴     | 1–0  | 1–0    | 친선 경기             |
| 12 | 2014-09-03 | 덴마크, 오덴세, 트레보 파크          | 65  | 터키       | 1–0  | 1–2    | 친선 경기             |

## 수상

#### 브뢴뷔 IF
- 2004-05 덴마크 수페르리가 우승
- 2004-05 덴마크 컵 우승

#### 리버풀
- 2005-06 FA컵 우승
- 2006-07 커뮤니티 실드 우승
- 2006-07 UEFA 챔피언스리그 준우승
- 2008-09 잉글리시 프리미어리그 준우승
- 2011-12 풋볼 리그 컵 우승
- 2013-14 잉글리시 프리미어리그 준우승

#### 개인
- 2006 잉글리시 프리미어 리그 이 달의 골 (8월)
- 2007 덴마크 올해의 축구 선수
- 2012 덴마크 올해의 축구 선수